# Касауров, Николай Данилович
Касауров Николай Данилович (1896—1979) — начальник шахты № 22-6 им. Кирова комбината «Ворошиловградуголь» Министерства угольной промышленности западных районов СССР, Ворошиловградская область Украинской ССР. Герой Социалистического Труда.
В городе Стаханов (Кадиевка) в его честь названа улица.

## Биография
Родился 22 мая 1896 года в посёлке Макеевка Таганрогского округа области Войска Донского, ныне город Донецкой области Украины, в семье рабочего. Русский.
Трудовую деятельность начал в 1910 году, с 14 лет работал дверовым на шахте «Александра» Бельгийского акционерного общества. На следующий год перешел на шахту «Мария» Петромарьевского рудника (позднее — имени Менжинского Первомайского треста Первомайскуголь), работал коногоном, забойщиком, участковым десятником. С 1924 года на руководящих должностях: помощником заведующего шахтой, заведующий спуском и подъёмом, помощником главного инженера шахты. В 1925 году вступил в ВКП(б)/КПСС.
С 1930 года — заведующий шахтой № 6 Голубовского рудоуправления (город Кадиевка). В 1931 году за разработку и применение на практике метода непрерывного потока угледобычи награждён орденом Ленина. Был направлен на учёбу.
В 1937 году окончил промышленную академию им. Кагановича в Москве. Получил назначение заместителем управляющего треста «Куйбышевуголь», затем — заведующий шахтой № 22-6 им. Кирова. Одновременно ему было поручено руководство 200-метровой лавой шахты им. Менжинского. Организовал на ней слаженную работу механизмов и добился выдающихся результатов, на всех лавах шахты внедрил график цикличности, в результате шахта резко подняла добычу угля. За применение графика цикличности лав на шахте № 22-6 премирован автомобилем и награждён орденом Трудового Красного Знамени.
В дальнейшем работал управляющий трестом «Куйбышевуголь», с сентября 1938 года — начальником Главного управления угольной промышленности Донбасса и Кавказа Наркомата угольной промышленности.
В апреле 1940 года переведен на работу в Наркомат в Москву: начальник отдела капитального отдела наркомата, управляющий Всесоюзным топографо-маркшейдерским трестом. С началом Великой Отечественной войны, в июле 1941 года назначен заведующим шахтой № 20 в Тульской области. С января 1942 года — в эвакуации. Работал в тресте «Хакассуголь» заместителем главного инженера, заведующим шахтой № 13, затем № 7.
В ноябре 1943 года, после освобождения левобережной Украины, вернулся в Донбасс. В должностях начальника шахт «Анненская» и № 18 треста «Кадиевуголь» работал на восстановлении и запуске в работу. В 1945—1946 годах на советской работе в городе Кадиевка: заместителем председателя горисполкома, заместителем управляющего трестом «Луганскжилстрой».
В декабре 1946 года вернулся на шахту № 22-6 им. Кирова начальником шахты. В первый год послевоенной пятилетки шахта отставала и новый начальник энергично форсировал подготовительные работы, вводил в строй новые лавы. Он привел в порядок откаточные и вентиляционные выработки, полностью механизировал подземный транспорт. Каждая лава получила график цикличности. Вскоре шахта стала лучшей в тресте «Кировуголь»: её лавы делали 18-20 циклов в месяц, откаточные штреки опережали лавы на 45 метров. В 1948 году были закончены восстановительные работы, пущен новый поверхностный комплекс: сортировка, бункер. На шахте были организованы стахановские школы.
Указом Президиума Верховного Совета СССР от 28 августа 1948 года за выдающиеся успехи в деле увеличения добычи угля, восстановления и строительства угольных шахт и внедрение передовых методов работы, обеспечивающих значительный рост производительности труда Касаурову Николаю Даниловичу присвоено звание Героя Социалистического Труда с вручением ордена Ленина и золотой медали «Серп и Молот».
С марта 1953 года работал заместителем управляющего трестом «Кадиевуголь». В 1958 году вышел на пенсию по возрасту, продолжал работать в тресте старшим инженером по социалистическому соревнованию отдела организации труда и технического нормирования. В 1964 году по состоянию здоровья (перенес инсульт) оставил работу. Отдал угольной промышленности 53 года трудового стажа.
Выполнял большую общественную работу. Избирался депутатом Верховного Совета УССР первого созыва, членом ЦК КП(б)У, членом донецкого обкома пратии.
Жил в городе Кадиевка, с 1978 года — Стаханов. Скончался 19 апреля 1979 года.
Его именем названа улица в городе Стаханов. Улица расположена рядом с местом его проживания (район Борисовка)

## Награды
Награждён тремя орденами Ленина (08.02.1931, 28.08.1948, 04.09.1948), орденом Трудового Красного Знамени (17.02.1939), медалями, в том числе «За трудовую доблесть» (1946), «За восстановление угольных шахт Донбасса» (1948).